# Campeonato europeo de hockey sobre patines femenino de 2007
El IX Campeonato europeo de hockey sobre patines femenino se celebró en Alcorcón, España, entre el 17 de septiembre y el 22 de septiembre de 2007. 
En el torneo, realizado en el Pabellón Prado de Santo Domingo de Alcorcón participaron las selecciones de hockey de 6 países: España, Portugal, Francia, Alemania, Suiza e Inglaterra. 
El formato utilizado fue el de Liguilla, y el equipo campeón fue la selección de Alemania que se impuso en los 5 partidos jugados.